# Yasutaro Matsuki
Yasutaro Matsuki (松木 安太郎, Matsuki Yasutaro, Tokio, 28 november 1957) is een Japans voormalig voetballer die als verdediger speelde.

## Clubcarrière
Matsuki begon zijn carrière in 1973 bij Yomiuri. Met deze club werd hij in 1983, 1984 en 1986/87 kampioen van Japan. Matsuki veroverde er in 1979 en 1985 de JSL Cup en in 1984, 1986 en 1987 de Beker van de keizer. In 17 jaar speelde hij er 269 competitiewedstrijden en scoorde 9 goals. Matsuki beëindigde zijn spelersloopbaan in 1990.

## Japans voetbalelftal
Yasutaro Matsuki debuteerde in 1984 in het Japans nationaal elftal en speelde 11 interlands.

## Statistieken
| Japans voetbalelftal | Japans voetbalelftal | Japans voetbalelftal |
| Jaar                 | Wed.                 | Dlp.                 |
| -------------------- | -------------------- | -------------------- |
| 1984                 | 3                    | 0                    |
| 1985                 | 6                    | 0                    |
| 1986                 | 2                    | 0                    |
| Totaal               | 11                   | 0                    |